# コーラングレ
コーラングレ（コール・アングレ、仏: Cor anglais）またはイングリッシュホルン（英: English horn）、コルノ・イングレーゼ（伊: Corno inglese）は、ダブルリードの木管楽器の一種である。名称は全て「イングランドのホルン」の意味。オーボエ（C管）と同族のF管楽器で、オーボエよりも低い音を出す。まれにアルトオーボエ（alto oboe）と呼ばれることもある。

## 概要
コーラングレは、楽器の先端部（ベル）が、しばしば「洋梨」と形容されるように、丸く膨らんでいるのが外観的な特徴である。オーボエと同じ指使いでオーボエより完全5度低い音が出る（つまり、楽譜上の記音「ド」（ハ、C）の音を出すと、実際にはその下の「ファ」（ヘ、F）音が出る）。このため、オーボエ奏者が演奏しやすいよう、オーボエと同じ指使いの音を同じ音符で書く。従って、記譜された音から完全5度低く鳴るヘ調の移調楽器である（ごく稀に、アルト譜表に実音で記譜されることがある）。オーケストラではオーボエ奏者が持ち替えて演奏することが多い。
音域は2オクターブ半ほどである。ただし、オーボエの最低音変ロ（B♭）音に相当する音［実音で中央ハの下の変ホ（E♭）］を持たない楽器も珍しくない。
古典派の交響曲で使われることは少なかったが、ベルリオーズやフランクなどのロマン派時代から多用されるようになった。その独特の牧歌的でエキゾチックな響きから、オーケストラにおいては独奏楽器的な扱い方をされる場面も少なくない。基本的にはオーボエ奏者（性質上、2番奏者）が持ち換えるが、3管以上の編成では単独のパートとして書かれた楽曲も多い。

## 歴史と語源

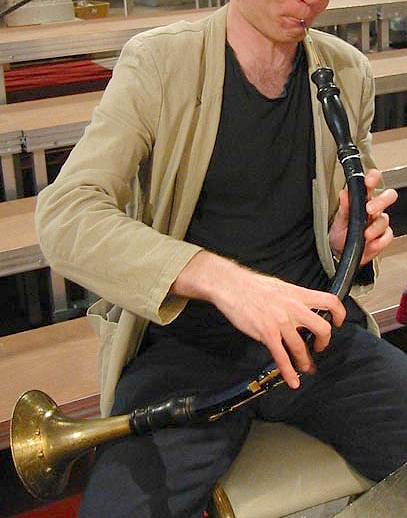
コーラングレの原型となったオーボエ・ダ・カッチャ

「コーラングレ」はフランス語で「イングランドのホルン」という意味だが、この楽器はイングランドとも（フレンチ）ホルンとも関係がない。コーラングレは1720年ごろにおそらくブレスラウのヴァイゲル家により、オーボエ・ダ・カッチャ（イタリア語で「狩りのオーボエ」の意味）式の曲がった管体にあわせて球根形のベルをつけたことに始まる。2つのキーを持ち、ベルが開いていて、まっすぐなテノール・オーボエ（フランス語で「taille de hautbois」）、および朝顔形のベルをもつオーボエ・ダ・カッチャは、中世の宗教画に出てくる天使が吹くラッパを連想させたため、ドイツ語で「engellisches Horn」すなわち「天使の角笛」とよばれるようになった。engellisch という語は「天使の」のほかに「イングランドの」という意味もあったため、「天使の角笛」から「イングランドのホルン」に変化した。ほかによい別な名がなかったため、オーボエ・ダ・カッチャが1760年ごろ使用されなくなった後になっても、この曲がった球根形ベルをもつテノール・オーボエは同じ名前で呼ばれつづけた。
コーラングレ専用のパートを持つ最古の管弦楽譜は、1749年のニコロ・ヨンメッリのオペラ『エツィオ』のウィーン版で、ここではイタリア語で「corno inglese」と呼ばれている。それにつづく1750年代のグルックとハイドンの作品でも同様である。ほかにジュゼッペ・ボンノ、ヨハン・アドルフ・ハッセ、ヨーゼフ・シュタルツァーらのウィーンの作曲家や、ザルツブルクのミヒャエル・ハイドンが初期のコーラングレの使用者だった。またグルックに影響された人々、特にエクトル・ベルリオーズもコーラングレを使用した。コーラングレはまた18世紀末のイタリアオペラで使用された。最初のコーラングレ協奏曲は 1770年代に書かれた。「コーラングレ」という名前からは皮肉なことに、フランスでは1800年ごろ、英国では1830年代になるまでコーラングレは使用されなかった。「イングランドのホルン」に相当する名前は、イタリア語・フランス語・スペイン語などヨーロッパの諸言語でも使われている。
コーラングレの「アングレ」が中世フランス語の「anglé」（角ばった、角で曲がった。現代フランス語のangulaire）がくずれたものだという説が提唱されたこともあるが、この説は19世紀に cor anglais という語が出現する以前に cor anglé という語が使われたという証拠がないことから否定されている。この楽器の名が普通に現れるようになるのは、1741年以降のイタリア・ドイツ・オーストリアのスコアで、通常はイタリア語で「corno inglese」と記されている。
フランスでは19世紀のヴォーグト (Gustave Vogt) という名オーボエ奏者がコーラングレを得意とし、ロッシーニの『ウィリアム・テル』（1829年）序曲の有名なコーラングレのソロは彼による独奏を想定して書かれた。ベルリオーズもヴォーグトを尊敬し、『ファウストからの8つの情景』作品1（1828-1829年）や『幻想交響曲』（1830年）でコーラングレを使用している。ヴォーグトはギヨーム・トリエベール (de:Guillaume Triébert) と共同して楽器を改良し、その子のフレデリック・トリエベールが1860年代に開発した楽器では管体がまっすぐになった。1881年にトリエベールから独立したフランソワ・ロレ (F. Lorée) によって現代の形のコーラングレが作られた。
19世紀の最後の四半世紀を通じて、英語では、フランス語名「cor anglais」とイタリア語名「corno inglese」だけが使われた。いまでも英語圏でフランス語名が使われているのは注目に値する。英語の口語では常に「cor」と呼ばれる。

## 主な製造会社
- フランス
  - ロレー F.Lorée
  - リグータ Rigoutat
  - マリゴ Marigaux
- アメリカ
  - ラウビン A. Laubin
  - フォックス Fox　 管体にメープルを用いており重量が軽いといった特徴がある [10]
- ドイツ
  - メーニッヒ

## コーラングレが活躍する楽曲

### 協奏曲
- ヨーゼフ・フィアラ：イングリッシュホルン協奏曲 変ホ長調（ヴィオラ・ダ・ガンバ協奏曲からの編曲）
- ドニゼッティ：イングリッシュホルン協奏曲
- ヴォルフ・フェラーリ：イングリッシュホルン協奏曲
- スクロヴァチェフスキ：イングリッシュホルン協奏曲
- パーシケッティ：イングリッシュホルン協奏曲
- ペトリス・ヴァスクス：イングリッシュホルン協奏曲
- ローレム（英語版）：イングリッシュホルン協奏曲

### 室内楽曲・独奏曲
- モーツァルト：イングリッシュホルンと弦楽のためのアダージョ K.Anh94 (580a 断片)
- ベートーヴェン：モーツァルトの歌劇『ドン・ジョヴァンニ』の「お手をどうぞ」の主題による8つの変奏曲 ハ長調 WoO 28（2つのオーボエとイングリッシュホルン）
- ベートーヴェン：2つのオーボエとイングリッシュホルンのための三重奏曲 ハ長調 Op.87
- パスクッリ（英語版）：歌劇『海賊』と『夢遊病の女』の主題によるイングリッシュホルンとハープのためのベッリーニへのオマージュ
- コープランド：静かな都会（イングリッシュホルン、トランペットと弦楽合奏）
- パウル・ヒンデミット:イングリッシュホルンソナタ
- 小山清茂：イングリッシュホルンと吹奏楽のための音楽
- パーシケッティ：パラブル第15番（独奏）

### 管弦楽曲等
- バッハ：マタイ受難曲 BWV244（オーボエ・ダ・カッチャ）、カンタータ BWV147（オーボエ・ダ・カッチャ）
- ハイドン：交響曲第22番変ホ長調『哲学者』（2本同時に使用した、バロック以外では珍しい例）
- ロッシーニ：オペラ「ウィリアム・テル」序曲（「牧歌」）
- ベルリオーズ：幻想交響曲（第3楽章）、序曲「ローマの謝肉祭」、イタリアのハロルド（第3楽章）
- ワーグナー：楽劇「トリスタンとイゾルデ」（第3幕への前奏曲 - 長い無伴奏ソロ）
- フランク：交響曲（第2楽章）
- ドヴォルザーク：交響曲第9番「新世界より」（第2楽章 - 最も有名な例であろう）、劇的序曲「フス教徒」
- シベリウス：「トゥオネラの白鳥」、「カレリア」組曲（第2曲「バラード」）
- ボロディン：「中央アジアの草原にて」「ダッタン人の踊り」
- カリンニコフ：交響曲第2番
- ラヴェル：ピアノ協奏曲ト長調（第2楽章）、スペイン狂詩曲
- グラズノフ：交響曲第4番（第1楽章）
- レスピーギ：交響詩「ローマの松」（「アッピア街道の松」）
- リムスキー＝コルサコフ：スペイン奇想曲
- エネスコ：ルーマニア狂詩曲第2番
- ブライアン：交響曲第32番
- ファリャ：バレエ音楽「三角帽子」
- グローフェ：組曲「グランド・キャニオン」(第1曲 日の出)
- ロドリーゴ：アランフエス協奏曲（第2楽章）
- ショスタコーヴィチ：交響曲第8番（第1楽章）、交響曲第11番「1905年」(第4楽章)
- 伊福部昭：交響譚詩
- 芥川也寸志：交響管弦楽のための音楽
- 大澤壽人：交響曲第2番（第2楽章(a) - コーラングレとオーケストラのアリア）
- ジョン・ウィリアムズ：「スター・ウォーズ」組曲（「小人のジャワ族」）

### 吹奏楽曲
- ロバート・W・スミス：「インチョン」
- チェザリーニ：「ビザンティンのモザイク画」
- ヨハン・デ・メイ：交響曲第2番「ビッグ・アップル」
- アルフレッド・リード：「春の猟犬」「ロシアのクリスマス音楽」「アルメニアン・ダンス」
- ヴァン・デル・ロースト：「スパルタクス」「カンタベリー・コラール」
- メリロ：「ゴッドスピード!」
- バーンズ：「交響的序曲」「交響曲第3番」
- 大栗裕：「大阪俗謡による幻想曲」
- 樽屋雅徳：「マリアの七つの悲しみ」
- フェレール・フェラン：交響組曲「ピノキオ」（第3楽章）
- 真島俊夫：「三日月に架かるヤコブのはしご」「三つのジャポニスム」

### その他
- 大野雄二：「光と風の四季」（NHK 『小さな旅』テーマ曲）
- ガロ：「学生街の喫茶店」、「二人だけの昼下り」
- ジョン・ウィリアムズ：「シンドラーのリスト」（映画『シンドラーのリスト』）